# Мухлинский, Антон Осипович
Анто́н О́сипович Мухлинский (1808, д. Сосново Новогрудский пов. — 13 (25) октября 1877) — русский востоковед, историк, фольклорист, заслуженный профессор Санкт-Петербургского университета.

## Биография

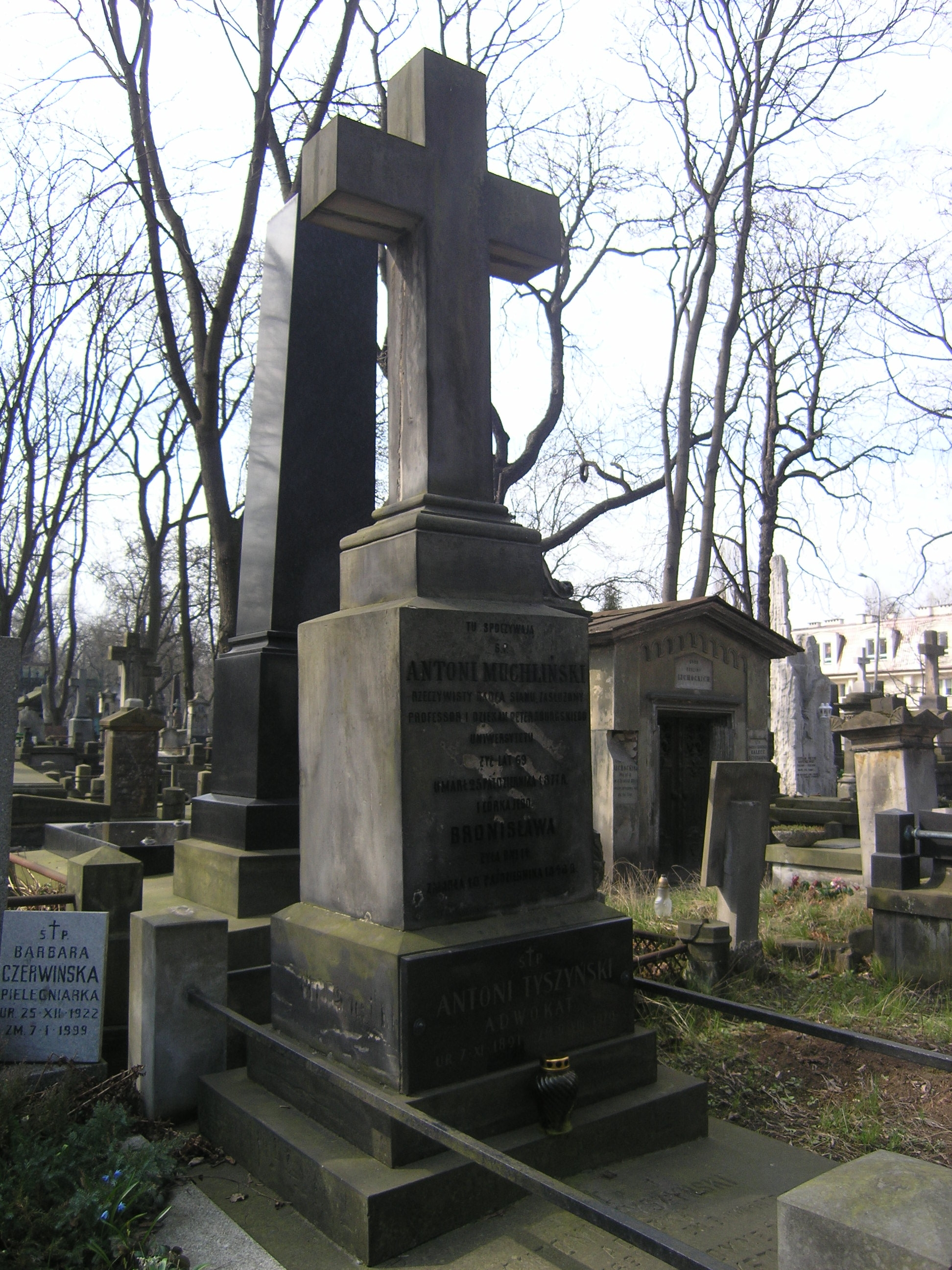
Могила А. О. Мухлинского.

Первоначальное образование получил в школе монастыря тринитариев в Молодечно. Уже в 15 лет он поступил в Виленский университет, на юридический факультет. В 1828 году, вместе с Валицким и Ивановским был направлен в Профессорский институт при Дерптском университете. Затем слушал лекции на учебном отделении восточных языков в Санкт-Петербургском университете.
В 1832 году был прикомандирован (вместе с А. Н. Гусевым) «к Царьградской миссии» и в конце мая прибыл в Константинополь. Почти два года, до марта 1834 года, при помощи драгоманов миссии, изучал турецкий язык; знакомился с нравами и обычаями местных жителей. Получив разрешение о поездке в Сирию и Египет, Мухлинский и Гусев совершили путешествие, отчёт о котором был направлен 25 сентября 1834 года российскому посланнику в Константинополе А. П. Бутеневу. С августа 1834 по май 1835 года они находились в Каире, где изучали арабский язык, стажировались в университете при каирской мечети аль-Азхар, откуда Мухлинский (Гусев умер от чумы 23.05.1835) вывез несколько рукописей, в том числе сочинение арабского учёного Ахмада аль-Катиба. 
С 1835 года преподавал арабский язык на кафедре арабской словесности историко-филологического факультета Санкт-Петербургского университета, с 1839 года — как экстраординарный профессор кафедры турецко-татарской словености, с 1845 года — ординарный профессор. В 1854 году из отделения восточной словесности историко-филологического факультета был образован особый факультет восточных языков, где Мухлинский преподавал с 1855 года. В 1859—1866 годах  был деканом Восточного факультета Санкт-Петербургского университета. С 1865 года — заслуженный профессор университета.
В 1846 году Мухлинский работал в Biblioteka Rządowa в Варшаве и работал в еврейских школах Ковенской губернии.
Похоронен на варшавском кладбище Старые Повонзки.